# ديف جولي
ديف جولي (بالإنجليزية: Dave Jolly)‏ هو لاعب كرة قاعدة أمريكي، ولد في 14 أكتوبر 1924 في ستوني بوينت في الولايات المتحدة، وتوفي في 27 مايو 1963 في درم في الولايات المتحدة.

## وصلات خارجية
- ديف جولي على موقع دوري كرة القاعدة الرئيسي (الإنجليزية)
- ديف جولي على موقعبيزبول رفرنس.كوم (الدوري الرئيسي) (الإنجليزية)
- ديف جولي على موقعبيزبول رفرنس.كوم (الدوري الثانوي) (الإنجليزية)
- ديف جولي على موقع جمعية أبحاث البيسبول الأمريكية (الإنجليزية)